# Avenue du Général-Tripier
L'avenue du Général-Tripier est une voie du 7e arrondissement de Paris, en France.

## Situation et accès
L'avenue du Général-Tripier est une voie publique située dans le 7e arrondissement de Paris. Elle débute allée Thomy-Thierry et se termine avenue Joseph-Bouvard.

## Origine du nom
Elle porte le nom du général Jules Tripier (1804-1875), qui a commandé le génie pendant le siège de Paris.

## Historique
La voie est créée en 1907 lors du réaménagement du Champ-de-Mars et prend son nom actuel en 1910.